# Apatopygus
Apatopygus is een geslacht van zee-egels uit de familie Apatopygidae.

## Soorten
- Apatopygus occidentalis H.L. Clark, 1938
- Apatopygus recens (Milne Edwards, 1836)